# Juval Marlon
Juval Marlon ist ein Schweizer Filmemacher, der durch seine Spielfilme Sturmgewehr und Einöde der Peiniger Bekanntheit erlangte.

## Laufbahn
Juval Marlon lieferte 2019 mit dem Spielfilm Sturmgewehr sein Regiedebüt ab. Der Film wurde am 13. Juli 2021 durch Einziehungsbeschluss des Amtsgerichts Fulda wegen Gewaltdarstellung nach § 131 StGB bundesweit beschlagnahmt.
Im Jahr 2020 produzierte Juval Marlon die Kurzfilme Perverted Desire mit dem Schauspieler Thomas Goersch und Frühlingsgefühle mit dem Schauspieler Jörg Wischnauski.
Im Laufe des Jahres 2021 produzierte Juval Marlon seinen zweiten Spielfilm Einöde der Peiniger, in dem Isabelle Fitzgerald und Jörg Wischnauski die Hauptrollen übernahmen. Der Film wurde im Juli 2022 durch das österreichische Label Black Lava Entertainment auf DVD veröffentlicht.

## Filmografie
- 2017 Strychnin
- 2019: Sturmgewehr
- 2020: Perverted Desire
- 2020: Frühlingsgefühle
- 2022: Einöde der Peiniger
- 2023: Todesmarsch nach Chiasso
- 2024: Des Töchterleins Leid